# 1754 în literatură
Anul 1754 în literatură a implicat o serie de evenimente și cărți noi semnificative.  